# Кондукэтор
Кондукэто́р (рум. conducător — «предводитель», «вождь») — официальный титул, а также неофициальный эпитет ряда румынских политиков.

## Происхождение термина
Слово происходит от румынского глагола a conduce (от лат. ducere — «вести»), и родственно титулам дуче, дож, а также лат. dux (вождь, предводитель) и фр. duc (герцог). По своему значению аналогичен, например, титулам фюрера нацистской Германии и каудильо в Испании времен Франко.

## Использование
Впервые был использован в качестве дополнительного титула королём Каролем II в последние годы режима Фронта национального возрождения.
Вскоре после этого титул был официально принят маршалом Йоном Антонеску, который 14 сентября 1940 года получил диктаторские полномочия. Номинально Антонеску занимал пост премьер-министра, а главой государства являлся король Михай I, однако реальная власть была сосредоточена в руках Антонеску. По мнению историка Адриана Чорояну, используя этот титул, Антонеску хотел подчеркнуть связь с Германией, а с момента выхода из правительства Железной гвардии (см. Национал-легионерское государство) — также режим своей личной власти.

## В Социалистической Республике Румынии
С 1968 года в средствах массовой информации эпитет «кондукэтор», параллельно с заимствованным из лексикона КНДР и маоистской КНР титулом «кырмач» (рум. cârmaci — кормчий), неофициально стали использовать в отношении президента СРР Николае Чаушеску. Это было связано с ослаблением позиций Коммунистической партии Румынии и возникновением культа личности. Титул должен был подчеркивать личную власть Чаушеску и его символическую связь с князьями Валахии и Молдавии, а также с древними вождями даков.